# Гоностраматца
Гоностраматца (итал. Gonnostramatza) је насеље у Италији у округу Ористано, региону Сардинија.
Према процени из 2011. у насељу је живело 930 становника. Насеље се налази на надморској висини од 89 м.

## Становништво
| 1951. | 1961. | 1971. | 1981. | 1991. | 2001. | 2011. |
| ----- | ----- | ----- | ----- | ----- | ----- | ----- |
| 1.222 | 1.107 | 1.008 | 991   | 973   | 959   | 943   |